# Port lotniczy Svea
Port lotniczy Svea (norw. Svea lufthavn, ang. Svea Airport, kod ICAO: ENSA) – prywatne lotnisko znajdujące się w Sveagruva (znanym również jako Svea) na Svalbardzie w Norwegii. Lotnisko należało do Store Norske Spitsbergen Kulkompani, które wykorzystywało je do transportu pracowników kopalni węgla z miasteczka firmowego na lotnisko Svalbard w Longyearbyen. Lotnisko miało żwirowy pas startowy o wymiarach 800 na 30 metrów (2 625 na 98 stóp). Loty obsługiwano około trzydzieści razy w tygodniu przez firmę Lufttransport, wykorzystującą swoje dwa samoloty Dornier 228. 
Lufttransport przewoził rocznie 21 000 osób i 500 ton ładunku na swoich trasach na Svalbard. Lotnisko zostało zamknięte 1 sierpnia 2022 roku, po zamknięciu kopalni i zburzeniu miasta.

## Linie lotnicze i połączenia
| Linia Lotnicza | Kierunek              |
| -------------- | --------------------- |
| Lufttransport  | Czartery: 1. Svalbard |